# Koepp Schaum
Die Koepp Schaum GmbH in Lichtenfels in Oberfranken, ist ein Unternehmen der chemischen Industrie, welches Schaumstoffe produziert, verarbeitet und vertreibt. Der ursprüngliche Firmensitz in Oestrich, einem Ortsteil von Oestrich-Winkel im Rheingau, wurde 2018 geschlossen.

## Geschichte

Rudolph Koepp

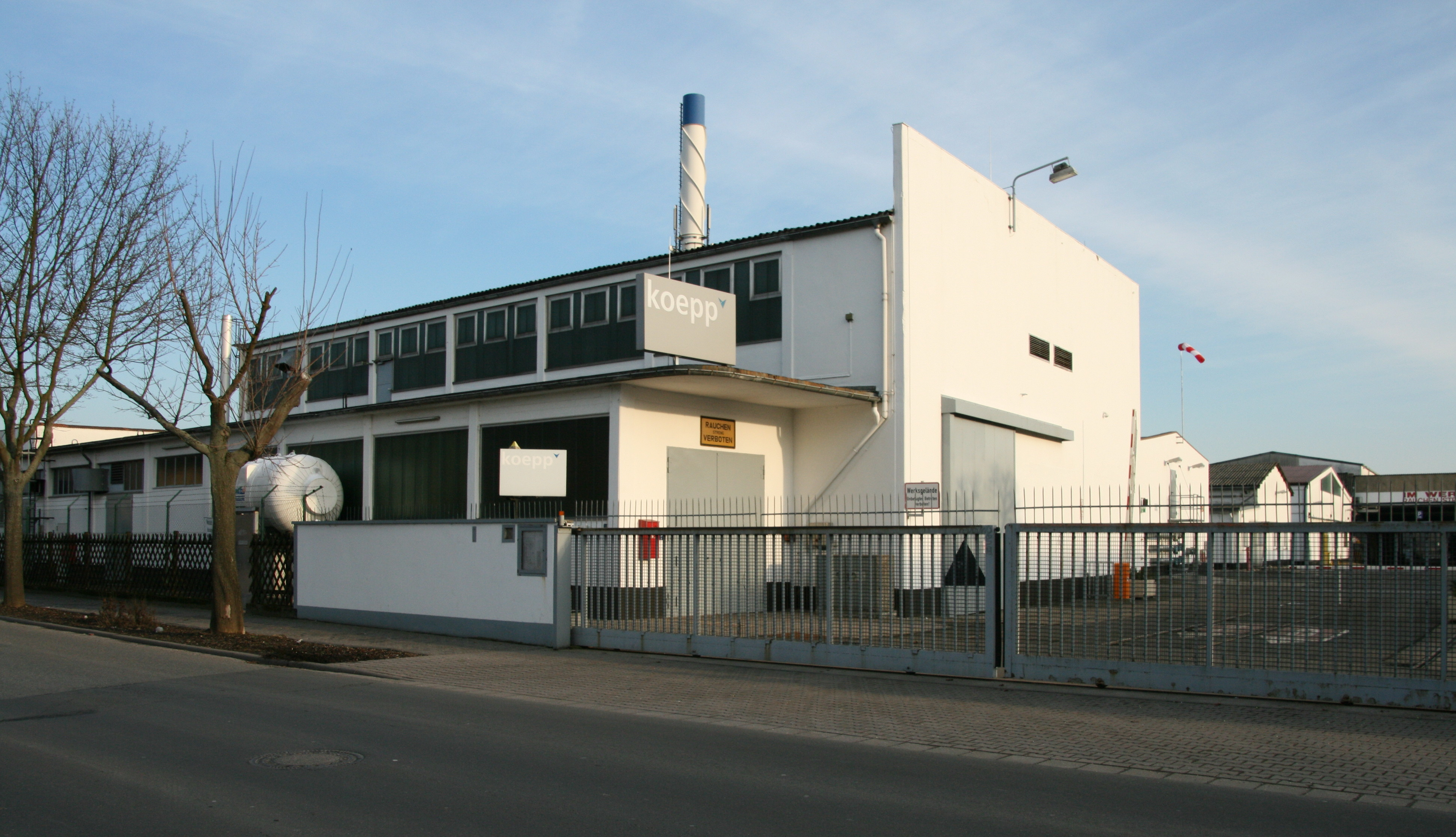
Ehemaliger Standort Oestrich im Rheingau

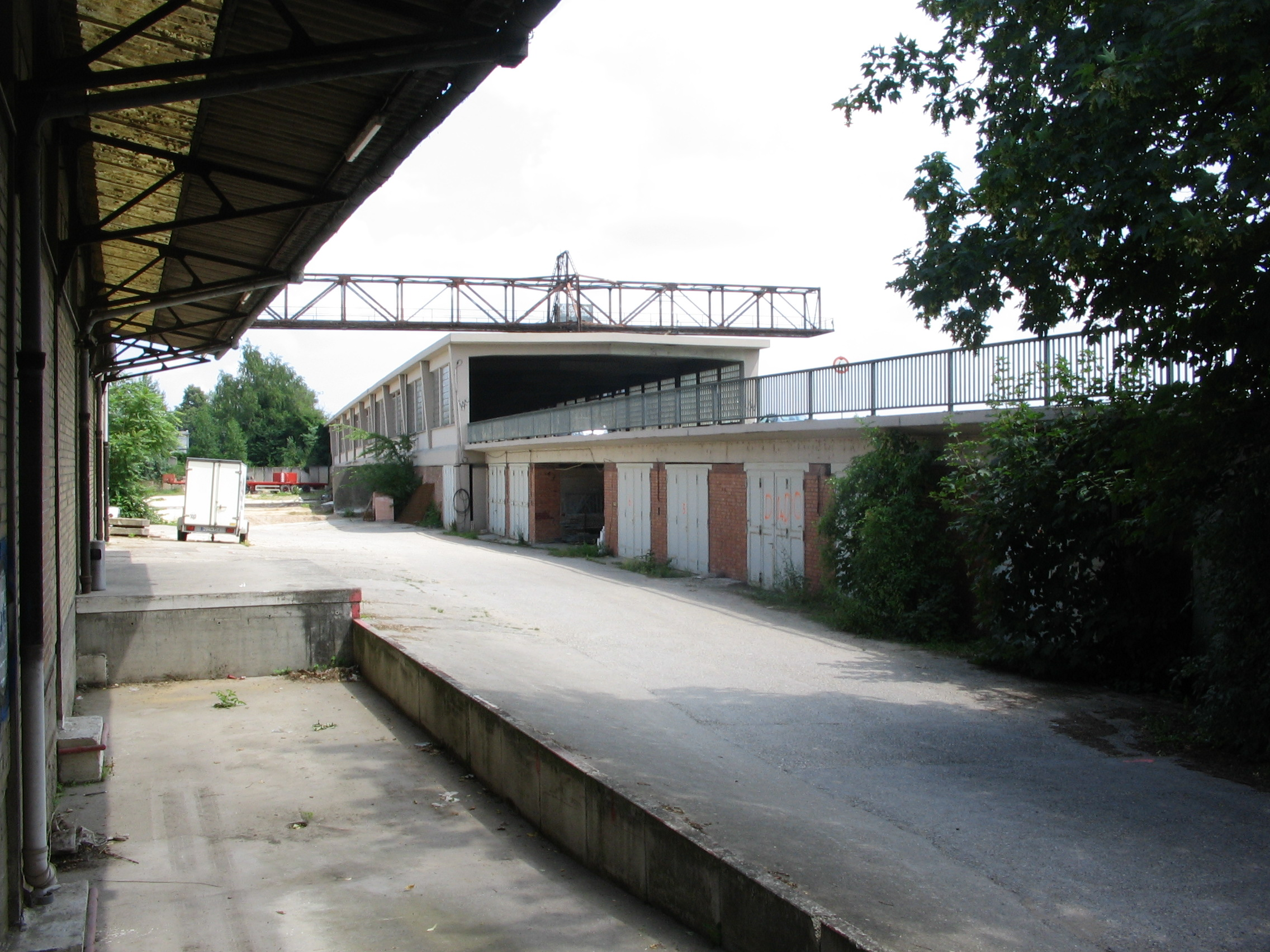
Tunnel über das ehemalige Werksgelände mit teilweiser Einhausung und Portalkran 2009

Der Chemiker und Unternehmensgründer Rudolph Koepp erwarb im Jahr 1859 gemeinsam mit Emil Leisler und Eduard Brand in Oestrich am Ende der Mühlstraße auf dem später sogenannten Klösterchengelände ein Fabrikgebäude mit Maschinenhaus und Wohnung. 1861 gingen die Anteile Leislers und Brands auf Koepp über. Die Produktion begann am 1. April zunächst mit der Herstellung von Erdfarben und Zement. 1862 erfolgte die Umwandlung des Unternehmens in eine Kommanditgesellschaft, die am 1. Juni unter dem Namen Rudolph Koepp & Co. Fabrikation von Chemikalien in das Handelsregister eingetragen wurde. In dieser Zeit begann die Produktion von Oxalsäure, deren Qualität bereits in den Jahren 1863 und 1865 auf internationalen Ausstellungen ausgezeichnet wurde. Aus Platzgründen wurde 1872 in Oestrich ein weiterer Firmensitz direkt am Rhein errichtet, ab 1882 bemühte sich die Firma, die Firmengebäude am Ende der Mühlstraße zu verkaufen. Der Oestricher Kaplan Clemens Langenhoff erwarb diese, um auf dem Gelände eine Pflegeheim für Alte und Kranke unter der Leitung der Dernbacher Schwestern zu errichten. Nach Abbruch der alten Firmengebäude konnte dort am 10. Dezember 1883 das St. Clemenshaus eröffnet werden, welches im Volksmund Klösterchen genannt wurde. In den folgenden Jahren entwickelte sich Koepp zum bedeutendsten Oxalsäure-Hersteller Europas. Ab 1899 teilte sich die Firma vertraglich den Weltmarkt für Oxalsäure mit den Elektrochemischen Werken Bitterfeld, nachdem ein starker Preisverfall alle anderen Konkurrenten zur Aufgabe der Produktion gezwungen hatte. 1907 wurde Oxalsäure zum ersten Mal großtechnisch nach einem neuen Koepp-Verfahren hergestellt, 1908 folgte die Ausweitung der Produktion auf Ameisensäure. In den kommenden Jahren wurde am Rheinufer für die Verladung der hergestellten Produkte auf die Rheinschifffahrt ein großer Portalkran des Kranherstellers Zurstrassen aus Ettlingen errichtet.
Während des Ersten Weltkrieges gingen Produktion und Absatz von Oxal- und Ameisensäure stark zurück, da sie keine kriegswichtigen Produkte waren. Erst nach dem Absatztief des Jahres 1923 erholte sich die Firma langsam.
Die Umwandlung der Kommandit- in eine Aktiengesellschaft erfolgte 1931, firmiert wurde nun unter dem Namen Rudolph Koepp & Co. Chemische Fabrik AG. 1938 wurde in Mannheim ein Faserstoffwerk erworben, in dem Kokosfasern zu Elancrin, einem Ersatz für teures Rosshaar, veredelt wurden.
Im Zweiten Weltkrieg wurde die Produktion aufrechterhalten, neue Produkte wie die aus Holz gewonnene Erka-Faser oder ein auf Oxalatbasis hergestelltes Wasserenthärtungsmittel mit Waschwirkung führten während des Krieges zu beachtlichen Erfolgen. Kurz vor Kriegsende wurde das Oestricher Werk beschädigt, das Mannheimer Werk fast völlig zerstört. Vom 30. März bis zum 28. Juli 1945 besetzten amerikanische Truppen die Firmengebäude in Oestrich. Bereits 1946 konnte dort eine zunächst bescheidene Produktion wieder aufgenommen werden, ab 1954 begann die Herstellung von Polyurethanschaumstoffen.
Für den Neubau der Bundesstraße 42, die direkt am Rhein entlang das Koepp-Gelände durchschneiden sollte, wurde 1960 der sogenannte Koepp-Tunnel (auch Oestricher Tunnel) fertiggestellt, der das Werksgelände auf 170 m Länge überführte. Die 120 m lange Einhausung des Tunnels sollte den Straßenverkehr vor eventuell herunterfallender Ladung des Portalkrans schützen. Tunnel und Kran wurden für Jahrzehnte prägend für das Oestricher Ortsbild.
1971 wurde aus der Rudolph Koepp AG die Koepp AG.
Mit der Übernahme der Aktienmehrheit durch das Veenendaal Schaumstoffwerk aus Lichtenfels 1979 erfolgte die Einstellung der Chemikalienproduktion. 1985 wurde die britische Vita Group Hauptaktionärin sowohl von Koepp als auch von Veenendaal.
In den 1980er Jahren wurden ein großer Teil des Oestricher Betriebsgeländes in einen Gewerbepark umgewandelt und der an das Firmengelände angrenzende unternehmenseigene Weinberg Oestricher Burggarten mit Wohnhäusern bebaut. Das mit Produktionsrückständen wie Arsen, Blei und Teerölen stark belastete Klösterchengelände wurde 1993 durch das Regierungspräsidium Darmstadt zur Altlast erklärt und galt fortan als älteste industrielle Altlast im Rhein-Main-Gebiet. Die Verladeanlage am Rhein sowie der Kran gingen 1997 außer Betrieb.
Am 30. Juni 2000 erfolgte der am 12. Juli 1999 angekündigte Börsenrückzug der Koepp AG. In der Hauptversammlung vom 18. November 2002 wurde der Formwechsel der Aktiengesellschaft in eine Gesellschaft mit beschränkter Haftung beschlossen und die Firma mit dem Gesellschaftsvertrag vom 16. Dezember 2002 in die Koepp Schaum GmbH geändert.
Der Kran, der sich zum Schluss im Besitz des Betonherstellers Readymix (jetzt Cemex) befand, wurde im Juli 2009 demontiert. Im Jahr 2010 wurde das Klösterchengelände von 7.000 m3 Erde dekontaminiert, um dort eine Bebauung zu ermöglichen. Die Hessische Straßenbauverwaltung ließ im Mai 2012 die zum Teil zerstörten Glasbausteine des Koepp-Tunnel entfernen, da diese als nicht mehr als verkehrssicher galten, 2016 erfolgte der komplette Rückbau der Einhausung des Tunnels.

## Chemieunfall vom 13. August 2012
Am Mittag des 13. August 2012 war auf dem Firmengelände in Oestrich Wasser in einen Tank geraten. Durch die daraus folgende chemische Reaktion stiegen Temperatur und Druck im Tank an. In der Folge trat eine Wolke giftigen Gases aus Toluylendiisocyanat (TDI) aus dem Tank aus. Es wurde erwogen, hunderte von Anwohnern zu evakuierten. Insgesamt wurden 26 Personen leicht verletzt, darunter Feuerwehrleute, Polizisten, Firmenmitarbeiter und Anwohner. In der Nacht zum 14. August kam es zu zwei weiteren Verpuffungen. Der havarierte Tank wurde tagelang durch die Feuerwehr gekühlt. Erst nach über vier Wochen konnte der Einsatz beendet werden. Der genaue Unfallhergang wurde bislang nicht geklärt. Das Regierungspräsidium Darmstadt hatte der Firma nach dem Unfall zunächst die Betriebsgenehmigung entzogen, nach einer sicherheitstechnischen Überprüfung des Betriebes und Ertüchtigung der vorhandenen Mess-, Steuer- und Regeltechnik sowie der Umsetzung aller geforderten sicherheitstechnischen Maßnahmen gab das Regierungspräsidium am 4. Februar 2013 die Wiederinbetriebnahme frei. Das von der Staatsanwaltschaft Wiesbaden eingeleitete Ermittlungsverfahren wurde im Dezember 2013 eingestellt.

## Koepp heute
Seit 1982 wurde das Produktprogramm der Firma Koepp neu ausgerichtet. Es erfolgte eine Abwendung von der Herstellung und Verarbeitung von Schaumstoffen für die Matratzen- und Polstermöbelindustrie. Koepp entwickelte und produzierte fast ausschließlich Schaumstoffe für technische Anwendungen in den verschiedensten Industriebereichen. Hierzu gehörten neben der Automobilindustrie die Bauindustrie, Filterindustrie, Medizintechnik sowie weitere industrielle Anwendungen. Insbesondere das Naturschwammimitat mit dem Namen „Kitty“ sowie die Neuentwicklung eines sehr leichten aber gleichzeitig harten Etherschaumes (HiLoTM) sind hierbei hervorzuheben.
Am 4. Januar 2018 gab die Eigentümergesellschaft die Schließung des Standortes in Oestrich bekannt, die Produktion wurde 2018 aus strategischen und wirtschaftlichen Gründen auf andere Werke der Unternehmensgruppe verlagert.